# Mārupe
Mārupe är en kommunhuvudort i Lettland.   Den ligger i kommunen Mārupes novads, i den centrala delen av landet, 6 km sydväst om huvudstaden Riga. Mārupe ligger 11 meter över havet och antalet invånare är 11 034.
Terrängen runt Mārupe är mycket platt. Runt Mārupe är det ganska tätbefolkat, med 160 invånare per kvadratkilometer. Närmaste större samhälle är Riga, 5,6 km nordost om Mārupe. I omgivningarna runt Mārupe växer i huvudsak blandskog.